# Rockin' Around the Christmas Tree (musikalbum)
Rockin' Around the Christmas Tree är ett julalbum av dansbandet Arvingarna, släppt 28 november 2007 . Det nådde som högst 42:a plats på den svenska albumlistan.
Sista spåret, "Det lyser en stjärna", skrevs av Lasse Holm och Gert Lengstrand.
Albumet producerades av Gert Lengstrand och Mats "MP" Persson från Gyllene Tider.

## Låtlista
1. Rockin' Around the Christmas Tree
2. Please Come Home for Christmas
3. Jingle Bell Rock
4. I Saw Mommy Kissing Santa Claus
5. Santa Claus is Coming to Town
6. Walking in My Winter Wonderland
7. White Christmas
8. Rudolph The Rednosed Reindeer
9. Christmas (Baby Please Come Home)
10. Merry Christmas Baby
11. O Holy Night
12. Det lyser en stjärna

## Listplaceringar
| Lista (2007) | Topplacering |
| ------------ | ------------ |
| Sverige      | 42           |